# Bathyraja aguja
Bathyraja aguja är en rockeart som först beskrevs av William Converse Kendall och Lewis Radcliffe 1912.  Bathyraja aguja ingår i släktet Bathyraja och familjen egentliga rockor. IUCN kategoriserar arten globalt som otillräckligt studerad. Inga underarter finns listade.